# Juan Acosta
Juan Acosta, född 16 april 1907, död 20 september 1994, var en friidrottare från Chile. Han deltog vid olympiska sommarspelen 1936.